# نبرد سولفورینو
جنگ سولفرینو (به انگلیسی: Battle of Solferino) بین ناپلئون سوم و ویکتور امانوئل دوم پادشاه ایتالیا از یک سو و فرانتس یوزف یکم امپراتور اتریش از سوی دیگر (۱۸۵۹) اتفاق افتاد و منجر به شکست اتریش گردید. این نبرد آخرین جنگ بزرگی بود که ارتش، تحت فرمان شخصی خود پادشاه بود. شاید حدود سیصد هزار سرباز در آن شرکت داشتند و تلفات به قدری بود که تاجر سوییسی به نام هنری دونانت (هرچند خودش شاهد جنگ نبود) تعداد تلفات را ۶۰۰۰ نفر اعلام کرد.

## نبرد
نبرد سولفرینو یک نبرد تعیین‌کننده در جنگ دوم استقلال ایتالیا یعنی جنگ فرانسه و اتریش و یک قدم حساس در وحدت ایتالیا بود. محتوای ژئوپلیتیک این جنگ مبارزه برای وحدت ایتالیا بود، که سالیان بین فرانسه، امپراتوری مقدس روم و امپراتوری اتریش، پادشاهی اسپانیا و ایالتهای مستقل متعدد ایتالیا تقسیم شده بود. این نبرد در نزدیکی روستاهای سولفرینو و دزنتزانو دل جاردا ایتالیا در جنوب دریاچه گاردا بین میلان و ورونا به وقوع پیوست.

## آغاز نبرد

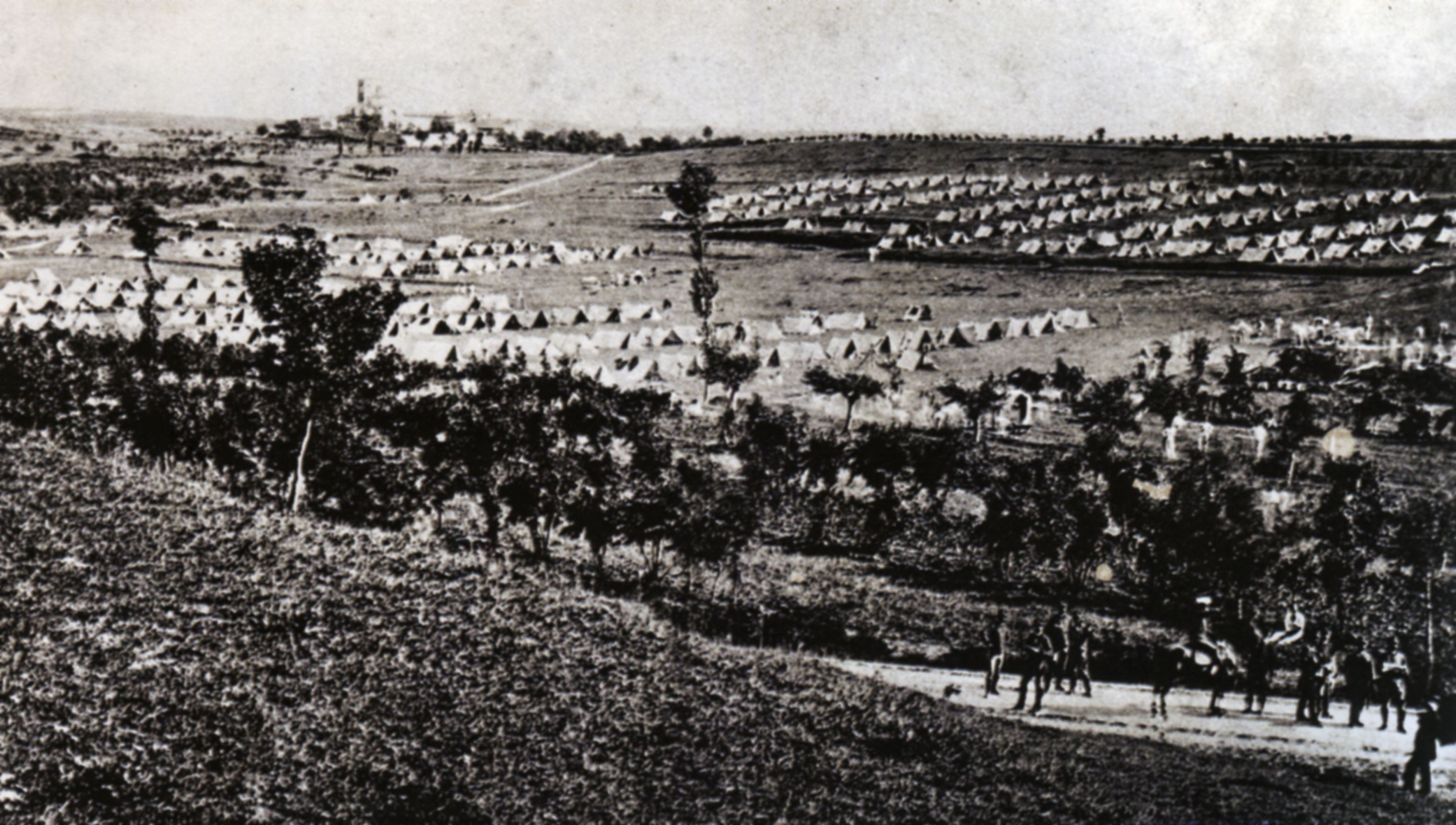
کمپ پیه منتسی که یک روز قبل در منطقه نبرد ایجاد شده بود

طرحی که متفقین در ۲۴ ژوئیه ریخته بودند این بود که ارتش فرانسه-ساردنی به سمت شرق حرکت کرده و در طول ساحل رودخانه در مینچو گسترش یابد. فرانسویها قرار بود چهار دهکده سولفرینو، کاوریانا، گویدیزولو و مدوله را به ترتیب با سپاه اول (باراکوی د هیلیه)، سپاه دوم (پاتریس دو مک ماهون)، سپاه سوم (کنروبرت) و سپاه چهارم (نیل) اشغال کنند. هر چهار سپاه ساردینیان همچنین می‌بایست پوزولدگا را بگیرند.
پس از چند کیلومتر پیشروی مؤتلفین با ارتش اتریش مواجه شدند که در آن چهار دهکده مستقر شده و موقعیت خود را تثبیت کرده بود. در نبود یک طرح نبرد مشخص، جنگی که درگرفت نا هماهنگ بود که همین دلیل تلفات بسیار بود و به سه درگیری جداگانه در مدوله (جنوب)، سولفرینو (مرکز) و مان مارتینو (شمال) تبدیل شد.

## نبرد مدل
نبرد حدود ساعت ۴ صبح در مدل آغاز شد. سپاه چهارم در حالی که در جهت گیدیزولو در حال حرکت بود با یک هنگ پیاده از لشکر یکم اتریش مواجه شد. ژنرال نیل فوراً تصمیم به درگیری گرفت و نیروهایش را به شرق مدل برد.

## نبرد سولفورینو
حدود ساعت ۴/۳۰ صبح نیروی حفاظتی جلودار سپاه اول (سه لشکر تحت فرماندهی فوری و رامیرولت و بازاین، و لشکر سواره تحت فرماندهی دسواکس) در مقابل سپاه پنجم اتریش تحت فرماندهی استادیون ر لا استیوید قرار گرفتند.

## نبرد سان مارینو
در حدود ساعت ۷ صبح در قسمت شمالی منطقه نبرد ساردینی‌ها با چهار لشکر قدرتمند با اتریشی‌ها روبرو شدند. نبردی طولانی برای کنترل بوزولنگو، سان مارینو و صورت گرفت.